# Panthera tigris acutidens
Panthera tigris acutidens – najwcześniejszy znany, wymarły podgatunek tygrysa azjatyckiego, który zasiedlił niemal całą Azję. Na wyspach Indonezji został on wyparty przez tygrysa trinilskiego. W innych częściach Azji znikł nieco później, tuż po pojawieniu się tygrysa południowochińskiego (Panthera tigris amoyensis), który jest najprawdopodobniej jego potomkiem. P. t. acutidens nazywany bywa także tygrysem antycznym. Obecnie jego szczątki znajdują się w Muzeum Historii Naturalnej (Naturalis) w Lejdzie (Holandia) w kolekcji Eugène’a Dubois.